# آیروفولون
آیروفولون (به انگلیسی: Irofulven) با فرمول شیمیایی C۱۵H۱۸O۳ یک ترکیب شیمیایی با شناسه پاب‌کم ۱۴۸۱۸۹ است. که جرم مولی آن ۲۴۶٫۳۰۲ g/mol می‌باشد. 